# Kong Oscars fjord
Kong Oscar Fjord er en fjord i Nordøst-Grønland biosfærereservat. Fjorden markerer den nordlige grænse af halvøen Scoresby Land. Det er en stor fjord, 10-25 km bred, der afgrænses af Traill Ø og Geografisk Samfund Ø. I den indre og nordlige ende af fjorden ligger Ella Ø. Lyell Grunde og Staunings Alper ligger mod sydvest.
Fjorden blev navngivet under en ekspedition i 1899 af Alfred Gabriel Nathorst som 'Konung Oscars Fjord' efter kong Oscar 2. af Sverige.
70°N 20°V / 70°N 20°V